# Jorge Socías
Jorge Luis Alberto Socías Tuset (né le 6 octobre 1951 à Santiago au Chili) est un footballeur international chilien qui évoluait au poste de milieu de terrain, avant de devenir ensuite entraîneur.

## Biographie

### Carrière de joueur

#### Carrière en club
Jorge Socías joue pendant 12 saisons à l'Universidad de Chile, avant de terminer sa carrière à l'Unión San Felipe.
Il dispute un total de 347 matchs en première division chilienne, inscrivant 89 buts. Il réalise sa meilleure performance lors de l'année 1973, où il inscrit 18 buts.
Il remporte une Coupe du Chili avec l'Universidad de Chile.

#### Carrière en sélection
Il reçoit 4 sélections en équipe du Chili entre 1974 et 1980, sans inscrire de but. 
Il figure dans le groupe des sélectionnés lors de la Coupe du monde de 1974. Lors du mondial organisé en Allemagne, il joue un match contre l'Allemagne de l'Est.

### Carrière d'entraîneur
Il entraîne différents clubs au Chili, et remporte deux titres de champion avec l'Universidad de Chile.

## Palmarès
| Universidad de Chile - Championnat du Chili : - Vice-champion : 1971. - Coupe du Chili (1) : - Vainqueur : 1979. |  | \| Universidad de Chile - Championnat du Chili (2) : - Champion : 1994 et 1995. \| \| Cobresal - Championnat du Chili D2 : - Vice-champion : 2001. \| \| Everton - Championnat du Chili D2 (1) : - Champion : 2003. \| |  |                                                            |
| Universidad de Chile - Championnat du Chili (2) : - Champion : 1994 et 1995.                                     |  | Cobresal - Championnat du Chili D2 : - Vice-champion : 2001. |  | Everton - Championnat du Chili D2 (1) : - Champion : 2003. |